# Stanisław Kolasiński
Stanisław Kolasiński ps. „Ulewa”, „Śmiga” (ur. 16 listopada 1916 w Mokrzyskach, zm. 19 listopada 1996) – polski wojskowy, uczestnik kampanii wrześniowej i walk we Francji, cichociemny, członek struktur WiN w Niemczech, działacz emigracyjny. Kawaler Orderu Virtuti Militari.

## Życiorys
Stanisław Kolasiński był synem Ferdynanda Feliksa i Anny z Madejów. Egzamin dojrzałości złożył w 1935 roku w Gimnazjum Ogólnokształcącym w Brzesku. Po ukończeniu Dywizyjnego Kursu Podchorążych Rezerwy przy 82 pułku piechoty i Szkoły Podchorążych Piechoty w Ostrowie-Komorowie, w 1938 roku otrzymał promocję oficerską. Służył w 6 pułku piechoty Legionów w Wilnie. W jego składzie wziął udział w walkach we wrześniu 1939 roku. Ranny 23 września, trafił do szpitala w Zamościu. Uniknął niewoli niemieckiej i przedostał się do Tarnowa, gdzie ukrywał się w mieszkaniu zajmowanym przez matkę i siostry.
5 stycznia 1940 roku przekroczył nielegalnie granicę węgierską i przez Jugosławię przedostał się do Francji. W składzie 3. Dywizji Piechoty wziął udział w kampanii francuskiej. Po upadku Francji znalazł się w Wielkiej Brytanii. Został dowódcą plutonu w 1 Brygadzie Strzelców. We wrześniu 1942 roku zgłosił się jako ochotnik do służby w kraju. Po przeszkoleniu na cichociemnego został zrzucony w nocy z 13 na 14 marca 1943 roku (operacja Door). Przydzielony do Kedywu Okręgu AK Lwów został dowódcą I Oddziału Dyspozycyjnego. Kierował i uczestniczył w licznych akcjach dywersyjno-sabotażowych, między innymi wysadzeniu zbiorników paliwa na Zamarstynowie. Brał także udział w działaniach przeciwko UPA.
W ramach przygotowań do Akcji „Burza” został dowódcą 2. kompanii 19 pułku piechoty AK. Aresztowany przez Niemców i wzięty za cywila, został wywieziony do obozu pracy pod Hamburgiem. Na przełomie kwietnia i maja 1945 roku zbiegł i przedostał się przez linię frontu. Przewieziony do Wielkiej Brytanii, otrzymał przydział do 4 Dywizji Piechoty. Zdemobilizowany 16 września 1946 roku, pozostał w Wielkiej Brytanii, pracując jako tapicer.
W listopadzie 1951 roku wyjechał do Niemiec, gdzie wstąpił do tamtejszej delegatury organizacji Wolność i Niezawisłość. Przebywał tam do rozwiązania struktur WiN-u dwa lata później, po czym powrócił do Londynu. Działał w Kole Spadochroniarzy Cichociemnych AK, Kole Szkoły Podchorążych Piechoty, Głównej Komisji Weryfikacyjnej AK, był członkiem założycielem Fundacji AK. Po 1956 roku odwiedzał rodzinę w Polsce. Po śmierci żony Krystyny (1994) zdecydował powrócić na stałe. 11 listopada 1996 roku zamieszkał u siostrzeńca w Zbylitowskiej Górze. Zmarł osiem dni później i został pochowany na cmentarzu komunalnym w tarnowskiej dzielnicy Krzyż.
Był odznaczony Krzyżem Srebrnym Orderu Virtuti Militari, Krzyżem Kawalerskim Orderu Odrodzenia Polski (11 listopada 1984), dwukrotnie Krzyżem Walecznych, Złotym Krzyżem Zasługi i Złotym Krzyżem Zasługi z Mieczami.